# Корягін Анатолій Іванович
Анатолій Іванович Корягін (15 вересня 1938, Канськ Красноярського краю, Російська Федерація) — лікар-психіатр, правозахисник.

## Життєпис
У 1963 р. закінчив Красноярський медичний інститут.
Кандидат медичних наук (1972).
Працював лікарем, зокрема від 1978 року — у Харківському обласному психоневрологічному диспансері. У Харкові проживав за адресою вул. Познанська 10, кв. 39.
Від 1979 року — лікар-консультант Робочої комісії з розслідування використання психіатрії з політичною метою. За дорученням групи взяв участь в огляді 55 осіб, підданих примусовому психіатричному лікуванню. У статті «Пациенты поневоле», опублікованій в «Информационном бюллетене» комісії, звинуватив Комітет державної безпеки у використанні психіатрії для боротьби з дисидентами.
Заарештований 13 лютого 1981 р. Справу розглядали з 3 по 5 червня 1981 р. в Харківському обласному суді. Під час попереднього слідства відмовився ознайомитися з обвинувальним висновком і підписати його. Під час судового слідства відмовився відповідати на запитання про свою особу: «Я не вважаю себе винним і відмовляюся говорити, бо це — не суд, а розправа за участь у Робочій комісії… Я бажаю дати оцінку обвинувальному висновку і відповісти на два запитання: про утримання у в'язниці і про слідство — і виступити з останнім словом…»
Засуджений: Харківським обласним судом 5 червня 1981 р. за звинуваченням у антирадянській агітації та пропаганді за ст. 62 ч. 1 Кримінального кодексу Української РСР, ст. 218 ч. 1 Кримінального кодексу РФСР. Вирок: 7 років позбавлення волі та 5 років заслання, набув законної сили 23 червня. Кінець строку — 13 лютого 1988 р. Термін відбував з 4 липня 1981 р.у Пермських таборах (ІТК-37).
30 січня 1985 р. засуджений Чистопільським міським судом за ст. 191 і 206 ч. 2 Кримінального кодексу РФСР («опір представнику влади», «хуліганство») на 2 роки з приєднанням до невідбутого строку, загалом 5 років 3 місяці 13 днів виправно-трудової колонії та 5 років заслання. Із тюрми зумів передати листа на Захід. 14 липня 1982 р. ухвалою Чусовського міського суду переведений на тюремний режим на 3 роки. Вибув з ІТК-37 до м. Чистополь установа УЕ-148/ст-4 (в'язниця № 4) 19 липня 1982 р..
Звільнений у лютому 1987 року за помилуванням.
Емігрував до Швейцарії. Позбавлений радянського громадянства. На прес-конференції повідомив про 183 відомих йому жертв каральної психіатрії.
У 1986 і 1987 рр. номінувався на Нобелівську премію миру.
У 1995 р. повернувся до Російської Федерації, займався благодійністю.
Почесний член Американської психіатричної асоціації, Королівського коледжу психіатрії (Велика Британія), Нідерландського об'єднання психіатрів.